# Полибинский сельсовет (Оренбургская область)
Полибинский сельсовет — сельское поселение в Бугурусланском районе Оренбургской области Российской Федерации.
Административный центр — село Полибино.

## История
9 марта 2005 года в соответствии с законом Оренбургской области № 1895/321-III-ОЗ образовано сельское поселение Полибинский сельсовет, установлены границы муниципального образования.
17 ноября 2010 года в соответствии с законом Оренбургской области № 4002/913-IV-ОЗ в состав сельсовета включены населённые пункты упразднённого Бестужевского сельсовета.

## Население
| 2010 | 2012  | 2013  | 2014 | 2015 | 2016 | 2017 |
| ---- | ----- | ----- | ---- | ---- | ---- | ---- |
| 1063 | ↘1010 | ↘1004 | ↘976 | ↘923 | ↘818 | ↘809 |
| 2018 | 2019  | 2020  | 2021 |      |      |      |
| ↘768 | ↘708  | ↘664  | ↘636 |      |      |      |

## Состав сельского поселения
| № | Населённый пункт | Тип населённого пункта       | Население |
| - | ---------------- | ---------------------------- | --------- |
| 1 | Бестужевка       | село                         | 169       |
| 2 | Григорьевка      | село                         | 132       |
| 3 | Дружина          | посёлок                      | 28        |
| 4 | Красная Глинка   | посёлок                      | 7         |
| 5 | Михайловка       | село                         | 89        |
| 6 | Молчановка       | село                         | 72        |
| 7 | Николаевка       | село                         | 156       |
| 8 | Полибино         | село, административный центр | 410       |